# Scirone
Scirone (in greco antico: Σκίρων?, Skìrōn o Σκείρων, Skèirōn) è un personaggio della mitologia greca e fu un abitante della Megaride ucciso da Teseo.

## Genealogia
Figlio di Caneto e di una figlia di Pitteo di nome Enioche, è stato anche citato come figlio di Pila, re di Megara o di Pelope o di Poseidone ma è probabile che questi ultimi riferimenti siano rivolti al suo casato e ascendenza.

Fu il padre di un maschio di nome Alycus e di una femmina di nome Endeide avuta da Cariclo, oppure da una figlia di Pandione.

## Mitologia
Le leggende su questo personaggio si dividono sulla sua reputazione in quanto secondo alcuni era un brigante mentre secondo altri era un benefattore e un condottiero.

### Brigante e fuorilegge
Scirone viveva lungo una strada posta sulla scogliera della costa Saronica dell'Istmo di Corinto chiamata "Rocce Scironie". Era un passaggio molto impervio e con rocce sporgenti e a picco sul mare e in questo luogo aggrediva i viandanti costringendoli a lavargli i piedi e così, quando loro si chinavano, li scaraventava in mare con un calcio e venivano divorati da una tartaruga marina.

In questa versione della leggenda fu ucciso da Teseo che gli riservò lo stesso destino che Scirone infliggeva alle sue vittime, oppure fu afferrato per i piedi e gettato in mare. 
A riguardo di questa leggenda Pausania scrive che sul frontone della stoà reale di Atene, c'era un gruppo di figure che rappresentava Teseo nell'atto di lanciare Scirone in mare.

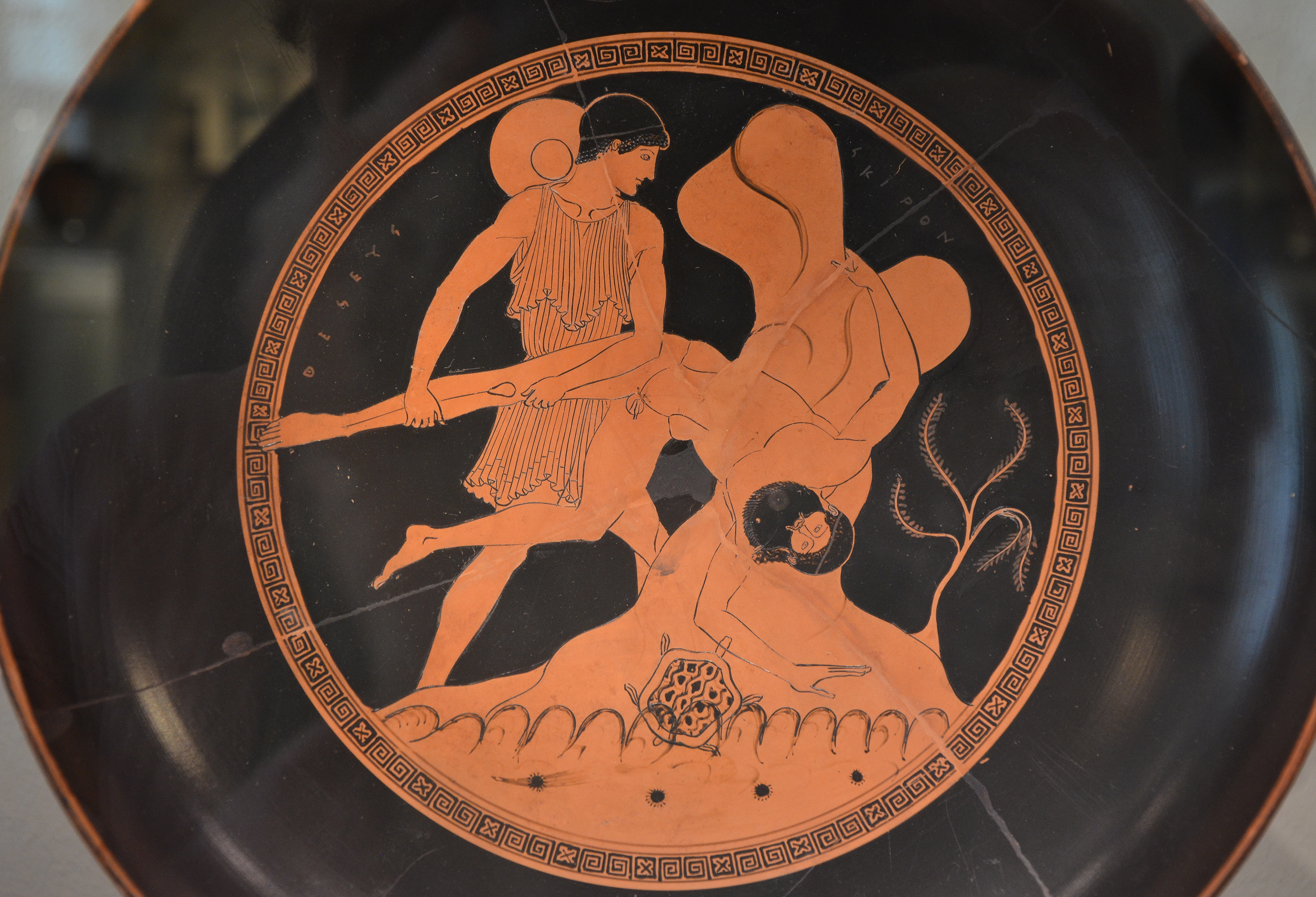

### Benefattore e condottiero
Secondo Plutarco invece, gli abitanti di Megara sostenevano che Scirone non fosse un ladro o un uomo violento, ma un persecutore degli stessi e che fosse parente e amico di uomini buoni e giusti e che i legami della sua famiglia (virtuosa e rispettata) rendessero improbabile che una persona del suo rango potesse stringere alleanze familiari con quelle di un ladro. 

Pausania inoltre scrive che quando il re Pylas fu esiliato da Megara e fu suo genero Pandione a succedergli, Scirone ne aveva sposato la figlia divenendone genero e che quando il trono fu passato a Niso (un altro figlio di Pandione), Scirone dapprima contestò il trono ma poi, e grazie all'arbitrato di Eaco, vi rinunciò in cambio del titolo di capo militare e del comando dell'esercito, fatti questi ultimi che lo identificano come un condottiero di quelle regioni.

### Le due leggende convergono
Come figlio di Caneto e di Enioche (che era figlia di Pitteo), Scirone è di fatto un cugino di primo grado di Teseo in quanto la madre di Teseo (Etra) era un'altra figlia di Pitteo.
Plutarco scrive anche che Teseo istituì i Giochi istmici per poterlo onorare e fece espiazione per il suo omicidio a causa della loro parentela e aggiunge che altri contemporanei riferivano dell'esistenza di Sini, un altro bandito che viveva in quei luoghi e che fu ucciso da Teseo.
Sempre nell'area di Corinto viveva un altro brigante di nome Procuste che a sua volta fu ucciso da Teseo.